# Guptes Posteriors
La dinastia  Gupta Posterior o Tardana fou una dinastia que va governar la regió de Magadha a l'Índia oriental entre els segles VI i VII. El Guptes Posteriors van succeir a l'Imperi Gupta com a governants de Magadha, però no hi ha cap evidència que connecti les dues dinasties; semblen ser dues famílies distintes. Els Guptes Posteriors són anomenats així pels noms dels seus governants que acabaven amb el sufix "-gupta", el qual podrien haver-hi adoptat per reivindicar-se a si mateixos com els successors legítims de l'imperi Gupta.

## Història
Després de la decadència de l'Imperi Gupta, els Guptes Posteriors els van succeir com a governants de Magadha.[1] La filla del fundador de la dinastia, Krishnagupta, s'hauria casat amb el príncep Adityavarman de la dinastia Maukhari. Segons la inscripció d'Apshad, el net de Krishnagupta, Jivitagupta, va dur a terme expedicions militars a la regió del Himalaia i al sud-oest de Bengala.
Durant el regnat del fill de Jivitagupta, Kumaragupta, la dinastia va desenvolupar una rivalitat amb els Maukharis. Kumaragupta va derrotar el rei Maukhari Ishanavarman el 554; va morir a Prayaga. El seu fill Damodaragupta va patir algunes derrotes enfront dels Maukharis.
El fill de Damodaragupta, Mahasenagupta, es va aliar amb la dinastia Pushyabhuti (o Vardhana). La seva germana es va casar amb el rei Pushyabhuti Adityavardhana. Va envair Kamarupa i va derrotar a Susthita Varman.[3] Però subsegüentment va fer front a tres invasors: el rei Maukhari Sharva-varman, el rei de Kamarupa Supratishthita-varman, i el rei tibetà Srong Tsan. El seu vassall Shashanka el va abandonar (i més tard va establir el regne independent de Gauda). Sota aquestes circumstàncies, Mahasena-gupta es va veure obligat a fugir de Magadha, i es va refugiar a Malwa. Poc després el rei Pushyabhuti Harxa va restaurar el govern dels Guptes Posteriors a Magadha, i van governar com a vassalls de Harxa.
Després de la mort de Harxa el rei Gupta Adityasena esdevingué el governant sobirà d'un gran regne gran que s'estenia del Ganges al nord fins a Chhota Nagpur al sud i del riu Gomati a l'est a la badia de Bengala a l'oest.[4] Tanmateix, va ser derrotat pels Chalukya.
Jivitagupta II, el darrer governant conegut de la dinastia fou derrotat per Yashovarman de Kanauj.

## Governants

Guptes Posteriors com a vassals de Harxa, vers 625

- Nrpa Shri Krishna-gupta (Kṛṣṇagupta), r. c. 490-505 CE
- Deva Shri Harsha-gupta (Harṣagupta), r. c. 505-525 CE
- Shri Jivita-gupta Jo, r. c. 525-550 CE
- Shri Kumara-gupta, r. c. 550-560 CE
- Shri Damodara-gupta, r. c. 560-562 CE
- Shri Mahasena-gupta, r. c. 562-601 CE
- Shri Madhava-gupta, r. c. 601-655 CE (Reina: Shrimati)
- Maharajadhiraja Aditya-sena, r. c. 655-680 CE (Reina: Konadevi)
- Maharajadhiraja Deva-gupta, r. c. 680-700 CE (Reina: Kamaladevi)
- Maharajadhiraja Vishnu-gupta (Viṣnugupta) (Reina: Ijjadevi)
- Maharajadhiraja Jivita-gupta II